# Ruda Zajączkowska
Ruda Zajączkowska – wieś w Polsce położona w województwie świętokrzyskim, w powiecie kieleckim, w gminie Łopuszno. Miejscowość leży nad Wierną Rzeką.
| SIMC    | Nazwa      | Rodzaj    |
| ------- | ---------- | --------- |
| 0992817 | Ruda Górna | część wsi |

W Królestwie Polskim istniała gmina Ruda. W latach 1975–1998 miejscowość administracyjnie należała do województwa kieleckiego.
Po reformie administracyjnej w 1975 roku część Rudy Zajączkowskiej (Kolonia-Ruda) znalazła się w gminie Piekoszów. Na początku XXI wieku piekoszowskiej części Rudy nadano nazwę Wierna Rzeka.
Przez wieś przechodzi  żółty szlak turystyczny z Wiernej Rzeki do Chęcin.
Miejscowość została upamiętniona została przez Stefana Żeromskiego w powieści Wierna rzeka z 1912 roku, gdzie występuje pod zmienioną nazwą Niezdoły. Pierwowzorem powieściowego dworu Niezdoły był dwór w Rudzie Zajączkowskiej, a jego właściciele, Sascy (krewni pisarza) zostali przedstawieni pod nazwiskiem Rudeccy, co nawiązywało do rzeczywistej nazwy majątku. Folwark i dwór znajdowały w oddaleniu od samej wsi, po drugiej stronie rzeki, w części znanej jako Kolonia, którą przekształcono współcześnie w wieś Wierna Rzeka.

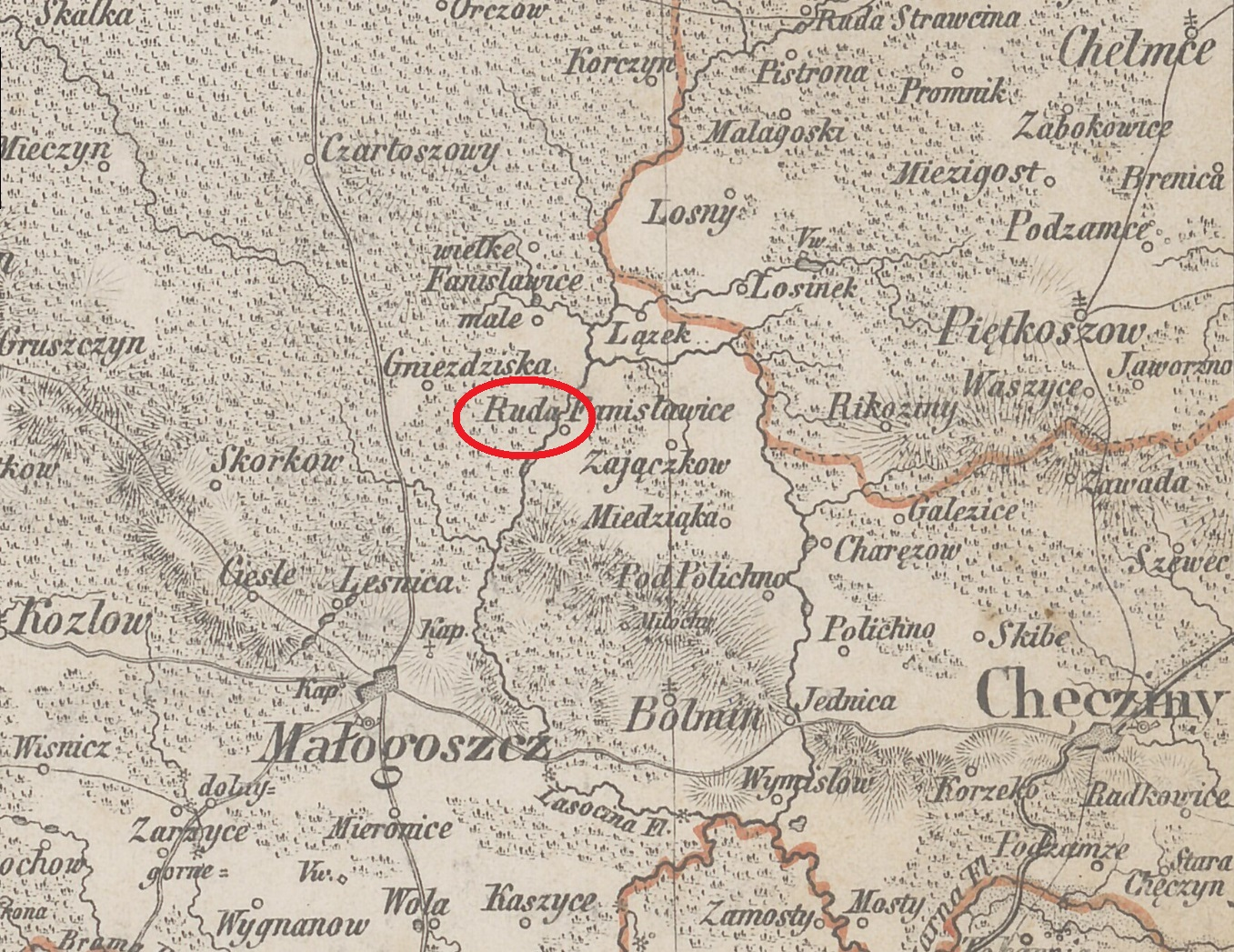
Lokalizacja Rudy Zajączkowskiej (Niezdoły z powieści Wierna rzeka), fragment mapy z połowy XIX wieku.